# Sandra Gould
Pour les articles homonymes, voir Gould.
Sandra Gould est une actrice américaine, née le 23 juillet 1916 à Brooklyn (New York) et morte le 20 juillet 1999 à Burbank (Californie).
Elle est surtout connue pour avoir remplacé Alice Pearce, décédée d'un cancer, pour interpréter le rôle de Charlotte Kravitz, la voisine écornifleuse, dans la série télévisée américaine Ma sorcière bien-aimée.

## Filmographie

### Cinéma
- 1942 : Universal Musical Short 6228: The Gay Nineties : Gay Nineties Skit
- 1947 : La Brigade du suicide (T-Men) d'Anthony Mann : une femme
- 1948 : Romance à Rio (Romance on the High Seas) de Michael Curtiz : opérateur de téléphone
- 1948 : La Mariée du dimanche (June Bride) de Bretaigne Windust : secrétaire de Towne
- 1949 : Graine de faubourg (City Across the River) de Maxwell Shane : Shirley
- 1949 : Il y a de l'amour dans l'air (My Dream Is Yours) de Michael Curtiz et Friz Freleng : Mildred
- 1949 : Take One False Step (en) de Chester Erskine : la fille du journal
- 1949 : Les Travailleurs du chapeau (It's a Great Feeling) de David Butler : passagère du train
- 1949 : The Story of Molly X de Crane Wilbur: Vera, une idiote
- 1950 : Joe Palooka Meets Humphrey (en) de Reginald Le Borg: Laurine
- 1950 : Femmes en cage (Caged) de John Cromwell : Skip
- 1951 : Quatorze heures (Fourteen Hours) de Henry Hathaway : Hotel Switchboard Operator
- 1951 : Excuse My Dust (en) de Roy Rowland : Bit part
- 1951 : Rhubarb, le chat millionnaire d'Arthur Lubin : Bettor
- 1952 : No Holds Barred (en) de William Beaudine : Mildred
- 1953 : Le Clown (The Clown) de Robert Z. Leonard : Bunny, secrétaire de Daylor
- 1953 : Désir d'amour (film, 1953) (Easy to Love) de Charles Walters : femme de Ben
- 1956 : The Great American Pastime (en) d'Herman Hoffman : Voisin de Gabby
- 1957 : L'Ingrate cité (en) (Beau James) de Melville Shavelson : secrétaire
- 1958 : Le Chouchou du professeur (Teacher's Pet) de George Seaton : Tess
- 1959 : Mirage de la vie (Imitation of Life) de Douglas Sirk : Annette
- 1959 : Blue-jeans (Blue Denim) de Philip Dunne : fille avec une orchidée
- 1962 : Garçonnière pour quatre (Boys' Night Out) de Michael Gordon : secrétaire de Drayton
- 1964 : Honeymoon Hotel de Henry Levin : Mabel
- 1964 : Dear Heart de Delbert Mann : Mme Sloan
- 1966 : The Ghost and Mr. Chicken (en) de Alan Rafkin : Loretta Pine
- 1970 : Airport de George Seaton : passagère
- 1971 : Un singulier directeur (The Barefoot Executive) de Robert Butler : Mme Wilbanks
- 1973 : Heterosexualis de John Hayes
- 1975 : L'Infirmière de la compagnie casse-cou (Whiffs) de Ted Post: caissier
- 1977 : Chatterbox (en) de Tom DeSimone (en) : Mme Bugatowski
- 1992 : Dernière Limite (Deep Cover) de Bill Duke : Mme G. la propriétaire
- 1992 : The Nutt House (en) d'Adam Rifkin : Ma Belle

### Télévision
- 1964 : La Quatrième Dimension (The Twilight Zone) (Série TV) : épisode Qu'est-ce qu'il y a à la télévision ? (What's in the Box) de Richard L. Bare (saison 5, épisode 24) : la femme dans la télévision
- 1966-1971 : Ma sorcière bien-aimée (Bewitched) : Charlotte Kravitz (saisons 3 à 7)
- 1971 : Columbo : Plein Cadre (Suitable for Framing) : Matron
- 1983 : The Kid with the 200 I.Q. (en)
- 1990 : Gravedale High : Miss Webner (voix)
- 1990 : MacGyver : Soup Patron